# Тюлька абрауська
Тюлька абрауська (Clupeonella abrau) — риба родини оселедцевих (Clupeidae). Поширена в Росії в прісноводному, замкнутому озері Абрау, що розташовано на 70 м вище рівня моря біля Новоросійську. Також відзначена в озері Аполіонт в Туреччині, яке пов'язано з Мармуровим морем.